# Slavonic Channel International
SCI (Slavonic Channel International) là kênh truyền hình tại Ukraina đặt trụ sở tại Kiev. Bắt đầu phát sóng từ 14 tháng 12 năm 1994. Phát sóng 24 giờ một ngày.